# Mönchsmühle (Heidelberg)
Die Mönchsmühle ist ein Gebäudekomplex in der Oberen Neckarstraße 19–21 bzw. 19–25 in der Heidelberger Altstadt. Die Mühle wurde ab dem Jahr 1235 im Auftrag des Heidelberger Bürgers Markolf erbaut und von seiner Witwe dem Kloster Schönau gestiftet und später an private Eigentümer verkauft. Die Mühle wurde im 17. Jahrhundert in ein Münz- und Eichgebäude umgewandelt. 1890–1900 fand eine Umnutzung zum Gewerbe- und Mietshaus statt. Das Fabrikgebäude Nr. 21, in dem zuletzt die oberen Stockwerke zu Wohnungen ausgebaut waren, wurde im Jahr 2002 abgerissen, wobei die Giebelwände innerhalb eines Neubaus erhalten blieben, das denkmalgeschützte Wohnhaus Nr. 19 wurde im Jahr 2003 kernsaniert.
Das eigentliche Mühlengebäude war in der Oberen Neckarstraße 21 angesiedelt. Im Jahr 1880 wurde dort die Knaufsche Fabrik eingerichtet und das Wohnhaus in der Oberen Neckarstraße 19 im Jahr 1893 als Fabrikanten-Villa repräsentativ ausgestattet.